# 天津風 (磯風型駆逐艦)
|                  | |
| 艦歴             | |
| 計画             | 1915年度 |
| 起工             | 1916年4月1日 |
| 進水             | 1916年10月30日 |
| 就役             | 1917年4月14日 |
| 除籍             | 1935年4月1日 |
| 性能諸元（計画） | |
| 排水量           | 基準：公表値 1,105トン 常備：1,227トン |
| 全長             | 全長：326 ft 6 in (99.52 m) 水線長：317 ft 0 in (96.62 m) 垂線間長：310 ft 0 in (94.49 m)                                                           |
| 全幅             | 28 ft 0 in (8.53 m) または 8.52m |
| 吃水             | 9 ft 3+1⁄2 in (2.83 m) |
| 深さ             | 18 ft 5 in (5.61 m) |
| 推進             | 3軸 x 750rpm 直径6 ft 6 in (1.98 m)、ピッチ6 ft 0 in (1.83 m)(新造時)                                                                               |
| 機関             | 主機：ブラウン・カーチス式直結タービン(高圧低圧低圧、減速ギア連結巡航タービン2基)1組 出力：27,000馬力 ボイラー：ロ号艦本式缶 重油専焼3基、同混焼2基 |
| 速力             | 34.0ノット |
| 燃料             | 重油297トン、石炭147トン または 重油220トン、石炭220トン                                                                                            |
| 航続距離         | 2,800カイリ / 14ノット または 3,360カイリ / 14ノット                                                                                                |
| 乗員             | 竣工時定員 145名 |
| 兵装             | 40口径安式12cm単装砲 4門 三年式機砲 2挺 四四式18インチ(45cm)連装発射管 3基6門 魚雷12本                                                              |
| 搭載艇           | 4隻 |
| 備考             | ※トンは英トン |

天津風（あまつかぜ）は、日本海軍の駆逐艦。日本海軍の正式な類別は一等駆逐艦天津風型1番艦。磯風型駆逐艦3番艦とされることもある。同名艦に陽炎型駆逐艦の「天津風」があるため、こちらは「天津風 (初代)」や「天津風I」などと表記される。

## 艦歴
1915年（大正4年）7月10日、「天津風」と命名。呉海軍工廠で1916年（大正5年）4月5日起工（磯風と同日）、同年10月5日進水（磯風と同日）、1917年（大正6年）4月14日竣工。
1935年（昭和10年）4月1日、除籍。

## 艦長
※『日本海軍史』第9巻・第10巻の「将官履歴」及び『官報』に基づく。
艤装員長
- 巨勢泰八 少佐：1916年10月27日 - 1917年1月20日
- （兼）巨勢泰八 少佐：1917年1月20日 - 4月14日

駆逐艦長
- 巨勢泰八 少佐：1917年1月20日 - 1918年12月1日
- 小栗信一 少佐：1918年12月1日 - 1919年4月1日[14]
- （心得）小栗信一 少佐：1919年4月1日[14] - 1919年12月1日
- 古川良一 中佐：1919年12月1日[15] - 1920年9月6日[16]
- （心得）若山昇 少佐：1920年9月6日[16] - 12月1日[17]
- 若山昇 中佐：1920年12月1日[17] - 1921年12月1日[18]
- （心得）公家種次 少佐：1921年12月1日[18] -
- （心得）日高（渡部）釗 少佐：1922年12月1日 - 1923年7月20日
- （心得）西尾三郎 少佐：1923年7月20日[19] - 1924年12月1日[20]
- 松田鹿三 中佐：1924年12月1日[20] - 1925年9月18日[21]
- （兼）丸山良雄 少佐：1925年9月18日[21] - 1925年12月1日[22]
- 角田貞雄 少佐：1925年12月1日[22] - 1926年12月1日[23]
- 福原一郎 少佐：1926年12月1日[23] - 1927年12月15日[24]
- 神山徳平 少佐：1928年1月25日[25] - 1930年8月1日[26]
- 金桝義夫 少佐：1930年8月1日 - 1932年1月11日
- 大山豊次郎 少佐：1932年1月11日[27] -